# King of Pop
King of Pop – ostatni album kompilacyjny Michaela Jacksona wydany przez Sony z okazji 50 urodzin artysty.

## Wersje

### Australia
Disc 1:
1. "Billie Jean"
2. "Man in the Mirror"
3. "Smooth Criminal"
4. "Beat It"
5. "Thriller"
6. "They Don't Care About Us"
7. "Who Is It"
8. "Black or White"
9. "You Rock My World"
10. "Wanna Be Startin' Somethin'"
11. "The Way You Make Me Feel"
12. "Don't Stop 'til You Get Enough"
13. "Dirty Diana"
14. "Blood on the Dance Floor"
15. "Rock With You"
16. "Stranger in Moscow"
17. "Remember the Time"

Disc 2:
1. "Will You Be There"
2. "Give In to Me"
3. "You Are Not Alone"
4. "Say Say Say"
5. "Scream"
6. "State of Shock"
7. "Got the Hots"
8. "You Can't Win"
9. "Fall Again"
10. "Sunset Driver"
11. "Someone Put Your Hand Out"
12. "In the Back"
13. "We Are the World"
14. "One More Chance"
15. "Thriller Megamix"[2]

### Nowa Zelandia
| 1.  | "Billie Jean"                    | 4:54    |
|     |                                  |         |
| 2.  | "Thriller"                       | 5:58    |
|     |                                  |         |
| 3.  | "Don't Stop 'til You Get Enough" | 6:04    |
|     |                                  |         |
| 4.  | "Man in the Mirror"              | 5:18    |
|     |                                  |         |
| 5.  | "Black or White"                 | 4:18    |
|     |                                  |         |
| 6.  | "They Don't Care About Us"       | 4:44    |
|     |                                  |         |
| 7.  | "Beat It"                        | 4:18    |
|     |                                  |         |
| 8.  | "Smooth Criminal"                | 4:18    |
|     |                                  |         |
| 9.  | "Bad"                            | 4:08    |
|     |                                  |         |
| 10. | "You Rock My World"              | 5:40    |
|     |                                  |         |
| 11. | "Rock With You"                  | 3:40    |
|     |                                  |         |
| 12. | "The Way You Make Me Feel"       | 4:58    |
|     |                                  |         |
| 13. | "Heal the World"                 | 6:24    |
|     |                                  |         |
| 14. | "Scream"                         | 4:40    |
|     |                                  |         |
| 15. | "Dirty Diana"                    | 4:52    |
|     |                                  |         |
| 16. | "Remember the Time"              | 4:00    |
|     |                                  |         |
| 17. | "Blame It on the Boogie"         | 3:36    |
|     |                                  |         |
| 18. | "Stranger in Moscow"[3]          | 5:44    |
|     |                                  |         |
|     |                                  | 1:27:34 |
|     |                                  |         |

### Węgry
1. "Billie Jean"
2. "Black or White"
3. "Thriller"
4. "Smooth Criminal"
5. "Earth Song"
6. "Bad"
7. "Beat It"
8. "Dirty Diana"
9. "They Don't Care About Us"
10. "Heal the World"
11. "Remember the Time"
12. "Say Say Say"
13. "Dangerous"
14. "Give In to Me"
15. "You Are Not Alone"
16. "Thriller Megamix"[4]

### Niemcy i Szwajcaria
Disc 1:
1. "Billie Jean"
2. "Beat It"
3. "Thriller"
4. "Smooth Criminal"
5. "Bad"
6. "Dirty Diana"
7. "Black or White"
8. "Man in the Mirror"
9. "Earth Song"
10. "Heal The World"
11. "They Don't Care About Us"
12. "Who Is It"
13. "Speechless"
14. "The Way You Make Me Feel"
15. "We've Had Enough"
16. "Remember the Time"

Disc 2:
1. "Whatever Happens"
2. "You Are Not Alone"
3. "Say Say Say"
4. "Liberian Girl"
5. "Wanna Be Startin' Somethin'"
6. "Don't Stop 'til You Get Enough"
7. "I Just Can't Stop Loving You"
8. "Give In to Me"
9. "Dangerous"
10. "Will You Be There"
11. "Scream"
12. "You Rock My World"
13. "Stranger in Moscow"
14. "Rock With You"
15. "Got the Hots"
16. "Thriller Megamix"[5]

### Japonia
1. "Billie Jean"
2. "Man in the Mirror"
3. "Smooth Criminal"
4. "Thriller"
5. "Beat It"
6. "Bad"
7. "Black or White"
8. "Heal the World"
9. "Rock With You"
10. "Human Nature"
11. "We Are the World"
12. "Say Say Say"
13. "Scream"
14. "Remember the Time"
15. "Off the Wall"
16. "Ben"
17. "Thriller Megamix"[6]

### Wielka Brytania
| 1.  | "Billie Jean"                    | 4:54    |
|     |                                  |         |
| 2.  | "Bad"                            | 4:06    |
|     |                                  |         |
| 3.  | "Smooth Criminal"                | 4:17    |
|     |                                  |         |
| 4.  | "Thriller"                       | 5:12    |
|     |                                  |         |
| 5.  | "Black or White"                 | 4:16    |
|     |                                  |         |
| 6.  | "Beat It"                        | 4:18    |
|     |                                  |         |
| 7.  | "Wanna Be Startin' Somethin'"    | 4:17    |
|     |                                  |         |
| 8.  | "Don’t Stop 'til You Get Enough" | 3:59    |
|     |                                  |         |
| 9.  | "The Way You Make Me Feel"       | 4:58    |
|     |                                  |         |
| 10. | "Rock With You"                  | 3:23    |
|     |                                  |         |
| 11. | "You Are Not Alone"              | 4:56    |
|     |                                  |         |
| 12. | "Man in the Mirror"              | 5:19    |
|     |                                  |         |
| 13. | "Remember the Time"              | 4:00    |
|     |                                  |         |
| 14. | "Scream"                         | 4:39    |
|     |                                  |         |
| 15. | "You Rock My World"              | 5:08    |
|     |                                  |         |
| 16. | "They Don't Care About Us"       | 4:13    |
|     |                                  |         |
| 17. | "Earth Song"[7]                  | 5:02    |
|     |                                  |         |
|     |                                  | 1:16:57 |
|     |                                  |         |

#### King of Pop: Deluxe Box Set Edition
W Wielkiej Brytanii wydano również wersje 3-płytową.
Disc 1
| 1.  | "Billie Jean"                    | 4:54    |
|     |                                  |         |
| 2.  | "Bad"                            | 4:06    |
|     |                                  |         |
| 3.  | "Smooth Criminal"                | 4:17    |
|     |                                  |         |
| 4.  | "Thriller"                       | 5:12    |
|     |                                  |         |
| 5.  | "Black or White"                 | 4:16    |
|     |                                  |         |
| 6.  | "Beat It"                        | 4:18    |
|     |                                  |         |
| 7.  | "Wanna Be Startin' Somethin'"    | 4:17    |
|     |                                  |         |
| 8.  | "Don't Stop 'til You Get Enough" | 3:59    |
|     |                                  |         |
| 9.  | "The Way You Make Me Feel"       | 4:58    |
|     |                                  |         |
| 10. | "Rock With You"                  | 3:23    |
|     |                                  |         |
| 11. | "You Are Not Alone"              | 4:56    |
|     |                                  |         |
| 12. | "Man in the Mirror"              | 5:19    |
|     |                                  |         |
| 13. | "Remember the Time"              | 4:00    |
|     |                                  |         |
| 14. | "Scream"                         | 4:39    |
|     |                                  |         |
| 15. | "You Rock My World"              | 5:08    |
|     |                                  |         |
| 16. | "They Don't Care About Us"       | 4:13    |
|     |                                  |         |
| 17. | "Earth Song"                     | 5:02    |
|     |                                  |         |
|     |                                  | 1:16:57 |
|     |                                  |         |
Disc 2
| 1.  | "Dirty Diana"                  | 4:41    |
|     |                                |         |
| 2.  | "Say Say Say"                  | 3:55    |
|     |                                |         |
| 3.  | "Off the Wall"                 | 4:06    |
|     |                                |         |
| 4.  | "Human Nature"                 | 4:06    |
|     |                                |         |
| 5.  | "I Just Can't Stop Loving You" | 4:12    |
|     |                                |         |
| 6.  | "Heal the World"               | 4:35    |
|     |                                |         |
| 7.  | "Will You Be There"            | 3:40    |
|     |                                |         |
| 8.  | "Stranger in Moscow"           | 5:22    |
|     |                                |         |
| 9.  | "Speechless"                   | 3:18    |
|     |                                |         |
| 10. | "She's out of My Life"         | 3:38    |
|     |                                |         |
| 11. | "The Girl Is Mine"             | 3:42    |
|     |                                |         |
| 12. | "Butterflies"                  | 4:40    |
|     |                                |         |
| 13. | "Who Is It"                    | 3:59    |
|     |                                |         |
| 14. | "Ghosts"                       | 5:14    |
|     |                                |         |
| 15. | "Blood on the Dance Floor"     | 4:13    |
|     |                                |         |
| 16. | "Workin' Day and Night"        | 5:14    |
|     |                                |         |
| 17. | "HIStory"                      | 4:10    |
|     |                                |         |
| 18. | "Give In to Me"                | 5:29    |
|     |                                |         |
|     |                                | 1:18:14 |
|     |                                |         |
Disc 3
| 1.  | "Can't Get Outta the Rain"                         | 4:06    |
|     |                                                    |         |
| 2.  | "On the Line"                                      | 4:55    |
|     |                                                    |         |
| 3.  | "Someone Put Your Hand Out"                        | 5:25    |
|     |                                                    |         |
| 4.  | "Is It Scary"                                      | 4:11    |
|     |                                                    |         |
| 5.  | "Smile"                                            | 4:10    |
|     |                                                    |         |
| 6.  | "Billie Jean" (Original 12” version)               | 6:23    |
|     |                                                    |         |
| 7.  | "Wanna Be Startin' Somethin'" (Extended 12” mix)   | 6:33    |
|     |                                                    |         |
| 8.  | "Bad" (Extended dance mix)                         | 8:24    |
|     |                                                    |         |
| 9.  | "The Way You Make Me Feel" (Extended dance mix)    | 7:52    |
|     |                                                    |         |
| 10. | "Another Part of Me" (Extended dance mix)          | 6:18    |
|     |                                                    |         |
| 11. | "Smooth Criminal" (Extended dance mix)             | 7:48    |
|     |                                                    |         |
| 12. | "Black or White" (Clivilles & Cole house/club mix) | 7:37    |
|     |                                                    |         |
| 13. | "Thriller Megamix"[8]                              | 4:08    |
|     |                                                    |         |
|     |                                                    | 1:17:50 |
|     |                                                    |         |

### Austria
Disc 1
| 1.  | "Man in the Mirror"           | 5:19    |
|     |                               |         |
| 2.  | "Smooth Criminal"             | 4:11    |
|     |                               |         |
| 3.  | "Billie Jean"                 | 4:53    |
|     |                               |         |
| 4.  | "The Way You Make Me Feel"    | 4:58    |
|     |                               |         |
| 5.  | "Black or White"              | 4:16    |
|     |                               |         |
| 6.  | "Remember the Time"           | 3:59    |
|     |                               |         |
| 7.  | "You Are Not Alone"           | 4:55    |
|     |                               |         |
| 8.  | "Human Nature"                | 4:05    |
|     |                               |         |
| 9.  | "Wanna Be Startin' Somethin'" | 4:17    |
|     |                               |         |
| 10. | "They Don't Care About Us"    | 4:09    |
|     |                               |         |
| 11. | "Dirty Diana"                 | 4:41    |
|     |                               |         |
| 12. | "We've Had Enough"            | 5:45    |
|     |                               |         |
| 13. | "Give In to Me"               | 5:30    |
|     |                               |         |
| 14. | "Will You Be There"           | 3:39    |
|     |                               |         |
| 15. | "Heal the World"              | 4:32    |
|     |                               |         |
| 16. | "Got the Hots"                | 4:27    |
|     |                               |         |
|     |                               | 1:13:36 |
|     |                               |         |
Disc 2
| 1.  | "ABC"                          | 2:57    |
|     |                                |         |
| 2.  | "Can You Feel It"              | 5:58    |
|     |                                |         |
| 3.  | "Say Say Say"                  | 3:58    |
|     |                                |         |
| 4.  | "Thriller"                     | 5:12    |
|     |                                |         |
| 5.  | "Bad"                          | 4:07    |
|     |                                |         |
| 6.  | "Who Is It"                    | 4:00    |
|     |                                |         |
| 7.  | "Earth Song"                   | 5:02    |
|     |                                |         |
| 8.  | "Beat It"                      | 4:18    |
|     |                                |         |
| 9.  | "Rock With You"                | 3:23    |
|     |                                |         |
| 10. | "I Just Can't Stop Loving You" | 4:12    |
|     |                                |         |
| 11. | "We Are the World"             | 5:20    |
|     |                                |         |
| 12. | "Stranger in Moscow"           | 5:22    |
|     |                                |         |
| 13. | "You Rock My World"            | 5:09    |
|     |                                |         |
| 14. | "Scream"                       | 4:40    |
|     |                                |         |
| 15. | "Ghosts"                       | 5:08    |
|     |                                |         |
| 16. | "Thriller Megamix"[9]          | 4:07    |
|     |                                |         |
|     |                                | 1:12:53 |
|     |                                |         |

### Holandia
Disc 1
1. "Billie Jean"
2. "Thriller"
3. "Beat It"
4. "Smooth Criminal"
5. "Dirty Diana"
6. "Don't Stop 'til You Get Enough"
7. "Man in the Mirror"
8. "They Don't Care About Us"
9. "Black or White"
10. "Wanna Be Startin' Somethin'"
11. "The Way You Make Me Feel"
12. "Bad"
13. "Earth Song"
14. "Ben"
15. "Heal the World"
16. "Liberian Girl"
17. "Rock With You"

Disc 2
1. "Can You Feel It"
2. "She's out of My Life"
3. "You Are Not Alone"
4. "Stranger in Moscow"
5. "The Girl Is Mine"
6. "Remember the Time"
7. "You Rock My World"
8. "Human Nature"
9. "Give In to Me"
10. "Will You Be There"
11. "Off the Wall"
12. "I'll Be There"
13. "Who Is It"
14. "Blood on the Dance Floor"
15. "Say Say Say"
16. "Blame It on the Boogie"
17. "Ghosts"
18. "Got the Hots"[10]

### Filipiny
Disc 1
1. "Blame It on the Boogie"
2. "Don't Stop 'til You Get Enough"
3. "Rock With You"
4. "Off the Wall"
5. "She's out of My Life"
6. "The Girl Is Mine"
7. "Thriller"
8. "Beat It"
9. "Billie Jean"
10. "Human Nature"
11. "P.Y.T. (Pretty Young Thing)"
12. "Bad"
13. "The Way You Make Me Feel"
14. "Man in the Mirror"
15. "I Just Can't Stop Loving You"
16. "Smooth Criminal"
17. "In the Closet"

Disc 2
1. "Remember the Time"
2. "Heal the World"
3. "Black or White"
4. "Gone Too Soon"
5. "Dangerous"
6. "Scream"
7. "They Don't Care About Us"
8. "Earth Song"
9. "You Are Not Alone"
10. "Childhood"
11. "Blood on the Dance Floor"
12. "Invincible"
13. "We Are the World"
14. "Wanna Be Startin' Somethin' 2008"
15. "Say Say Say"
16. "Got the Hots"
17. "Thriller Megamix"[11]

### Belgia
Disc 1
1. "Billie Jean"
2. "Beat It"
3. "Bad"
4. "Blood on the Dance Floor"
5. "Say Say Say"
6. "Can You Feel It"
7. "Blame It on the Boogie"
8. "Another Part of Me"
9. "Baby Be Mine"
10. "2 Bad"
11. "Dangerous"
12. "Dirty Diana"
13. "Don't Stop 'til You Get Enough"
14. "Earth Song"
15. "Childhood"
16. "Beautiful Girl"
17. "Come Together"
18. "Butterflies"
19. "Break of Dawn"
20. "Cry"

Disc 2
1. "Heal the World"
2. "Ghosts"
3. "Burn This Disco Out"
4. "Can't Let Her Get Away"
5. "I Just Can't Stop Loving You"
6. "Thriller"
7. "Give in to Me"
8. "HIStory"
9. "Smooth Criminal"
10. "Human Nature"
11. "Remember the Time"
12. "Liberian Girl"
13. "Scream"
14. "D.S."
15. "Girlfriend"
16. "Jam"
17. "Rock With You"
18. "Man in the Mirror"
19. "For All Time"
20. "Don't Walk Away"[12]

### Hongkong
Disc 1
1. "Billie Jean"
2. "Bad"
3. "Say Say Say"
4. "Thriller"
5. "Ghosts"
6. "Will You Be There"
7. "Heal the World"
8. "Smooth Criminal"
9. "Jam"
10. "Scream"
11. "I Just Can't Stop Loving You"
12. "Black or White"
13. "They Don't Care About Us"
14. "Come Together"
15. "We Are the World"

Disc 2
1. "Don't Stop 'til You Get Enough"
2. "Beat It"
3. "Dangerous"
4. "Dirty Diana"
5. "You Are Not Alone"
6. "Remember the Time"
7. "The Way You Make Me Feel"
8. "Man in the Mirror"
9. "Earth Song"
10. "She's out of My Life"
11. "The Girl Is Mine"
12. "You Rock My World"
13. "Blood on the Dance Floor"
14. "Wanna Be Startin' Somethin'"
15. "Billie Jean 2008"
16. "Thriller Megamix"[13]

### Brazylia
1. "Billie Jean"
2. "Beat It"
3. "Black or White"
4. "Thriller"
5. "Bad"
6. "The Way You Make Me Feel"
7. "Say Say Say"
8. "Human Nature"
9. "Don't Stop 'til You Get Enough"
10. "Man in the Mirror"
11. "Rock With You"
12. "Heal the World"
13. "You Are Not Alone"
14. "Will You Be There"
15. "Wanna Be Startin' Somethin' 2008"
16. "The Girl Is Mine 2008"[14]

### Finlandia
1. "Billie Jean"
2. "Thriller"
3. "Beat It"
4. "Smooth Criminal"
5. "Bad"
6. "Earth Song"
7. "Black or White"
8. "Dirty Diana"
9. "You Are Not Alone"
10. "I Just Can't Stop Loving You"
11. "Heal the World"
12. "They Don't Care About Us"
13. "Scream"
14. "Man in the Mirror"
15. "Liberian Girl"
16. "Say Say Say"
17. "Don't Stop 'til You Get Enough"
18. "Wanna Be Startin' Somethin'"[15]

### Szwecja
Disc 1
1. "Billie Jean"
2. "Thriller"
3. "Beat It"
4. "Bad"
5. "Black or White"
6. "Smooth Criminal"
7. "The Way You Make Me Feel"
8. "Man in the Mirror"
9. "Don't Stop 'til You Get Enough"
10. "Blame It on the Boogie"
11. "Dirty Diana"
12. "They Don't Care About Us"
13. "The Girl Is Mine"
14. "Heal The World"
15. "We Are the World"
16. "Liberian Girl"

Disc 2
1. "Earth Song"
2. "Can You Feel It"
3. "I Just Can't Stop Loving You"
4. "I'll Be There"
5. "Say Say Say"
6. "Ben"
7. "Shake Your Body (Down to the Ground)"
8. "Got the Hots"
9. "Someone Put Your Hand Out"
10. "On the Line"
11. "State of Shock"
12. "We Are Here to Change the World"
13. "One More Chance"
14. "We've Had Enough"
15. "Wanna Be Startin' Somethin' 2008"
16. "Thriller Megamix"[16]

### Polska
Disc 1
1. "Billie Jean"
2. "Black or White"
3. "Thriller"
4. "Earth Song"
5. "Remember The Time"
6. "Say Say Say"
7. "Blood On The Dance Floor"
8. "Scream"
9. "Who Is It"
10. "Blame It On The Boogie"
11. "Ghosts"
12. "Rock With You"
13. "Heal The World"
14. "Human Nature"
15. "Liberian Girl"
16. "Dangerous"

Disc 2
1. "Smooth Criminal"
2. "Give In To Me"
3. "Beat It"
4. "Man in the Mirror"
5. "They Don't Care About Us"
6. "Can You Feel It"
7. "Dirty Diana"
8. "You Are Not Alone"
9. "Wanna Be Startin' Somethin'"
10. "You Rock My World"
11. "The Way You Make Me Feel"
12. "Stranger In Moscow"
13. "Bad"
14. "Don't Stop 'til You Get Enough"
15. "We Are The World"
16. "Thriller Megamix"[17]

### Włochy
Disc 1
1. "Billie Jean"
2. "Black or White"
3. "Man in the Mirror"
4. "Whatever Happens"
5. "Smooth Criminal"
6. "Beat It"
7. "Off the Wall"
8. "We've Had Enough"
9. "Dangerous"
10. "They Don't Care About Us"
11. "Human Nature"
12. "Wanna Be Startin' Somethin'"
13. "Ghosts"
14. "You Rock My World"
15. "Earth Song"

Disc 2
1. "Thriller"
2. "Tabloid Junkie"
3. "Liberian Girl"
4. "Remember the Time"
5. "We Are the World"
6. "Who Is It"
7. "Speechless"
8. "Morphine"
9. "The Way You Make Me Feel"
10. "Bad"
11. "Blood on the Dance Floor"
12. "Rock with You"
13. "Don't Stop 'til You Get Enough"
14. "You Are Not Alone"
15. "Heal the World"
16. "Got The Hots"
17. "Carousel"[18]

### Turcja
1. "Thriller"
2. "Smooth Criminal"
3. "Billie Jean"
4. "Black or White"
5. "They Don't Care About Us"
6. "Bad"
7. "Remember the Time"
8. "Wanna Be Startin' Somethin'"
9. "In The Closet"
10. "Beat It"
11. "Don't Stop 'til You Get Enough"
12. "Scream"
13. "Who Is It"
14. "The Way You Make Me Feel"
15. "You Rock My World"
16. "You Are Not Alone"
17. "Liberian Girl"
18. "Off the Wall"[19]

### Francja
Disc 1
1. "Billie Jean"
2. "Black Or White"
3. "Beat It"
4. "Off The Wall"
5. "Thriller"
6. "Smooth Criminal"
7. "Man In The Mirror"
8. "Remember The Time"
9. "Human Nature"
10. "Ghost"
11. "Who Is It"
12. "Blood On The Dance Floor"
13. "One More Chance"
14. "Earth Song"
15. "Heal The World"
16. "Say Say Say"
17. "Thriller Megamix"

Disc 2
1. "Don't Stop 'Til You Get Enough"
2. "Bad"
3. "Wanna Be Startin' Somethin'"
4. "Rock With You"
5. "The Way You Make Me Feel"
6. "They Don't Care About Us"
7. "Dirty Diana"
8. "P.Y.T. (Pretty Young Thing)"
9. "You Are Not Alone"
10. "Speechless"
11. "Whatever Happens"
12. "Cry"
13. "Will You Be There"
14. "Workin' Day And Night"
15. "You Rock My World"
16. "Dangerous"
17. "Got The Hots"[20]

#### King of Pop: Deluxe Box Set Edition
Disc 1
1. "Billie Jean"
2. "Black Or White"
3. "Beat It"
4. "Off The Wall"
5. "Thriller"
6. "Smooth Criminal"
7. "Man In The Mirror"
8. "Remember The Time"
9. "Human Nature"
10. "Ghost"
11. "Who Is It"
12. "Blood On The Dance Floor"
13. "One More Chance"
14. "Earth Song"
15. "Heal The World"
16. "Say Say Say"
17. "Thriller Megamix"

Disc 2
1. "Don't Stop 'Til You Get Enough"
2. "Bad"
3. "Wanna Be Startin' Somethin'"
4. "Rock With You"
5. "The Way You Make Me Feel"
6. "They Don't Care About Us"
7. "Dirty Diana"
8. "P.Y.T. (Pretty Young Thing)"
9. "You Are Not Alone"
10. "Speechless"
11. "Whatever Happens"
12. "Cry"
13. "Will You Be There"
14. "Workin' Day And Night"
15. "You Rock My World"
16. "Dangerous"
17. "Got The Hots"

Disc 3
1. "Carousel"
2. "Rock With You"
3. "Stranger In Moscow"
4. "The Girl Is Mine"
5. "The Way You Love Me"
6. "Is It Scary"
7. "Childhood"
8. "Bad"
9. "Wanna Be Startin' Somethin' (Extended 12" Mix)"
10. "Billie Jean (Original 12" Version)"
11. "Another Part Of Me (Extended Dance Mix)"
12. "The Way You Make Me Feel (Dance Extended Mix)"
13. "Black Or White (The Civilles & Cole House/Club Mix)"[21]

## Listy sprzedaży
| Kraj                         | Najwyższa pozycja (2008) | Najwyższa pozycja (2009) | Sprzedaż | Status   |
| ---------------------------- | ------------------------ | ------------------------ | -------- | -------- |
| Australia                    | 5                        | 1                        | 70,000   | Platinum |
| Austria                      | 1                        | 1                        | 10,000   | Złoto    |
| Belgia (Vl)                  | 4                        | 1                        | 30,000   | Platyna  |
| Belgia (Wa)                  | 9                        | 1                        | 30,000   | Platyna  |
| Finlandia                    | 29                       | 14                       |          |          |
| Hiszpania                    | 38                       | 1                        | 40,000   | Złoto    |
| Irlandia (UK version import) | 54                       |                          |          |          |
| Holandia                     | 4                        | 1                        |          |          |
| Japonia                      | 10                       | 1                        | 310,000  | Platyna  |
| Meksyk                       |                          | 3                        | 50,000   | Złoto    |
| Niemcy                       | 6                        | 1                        |          |          |
| Nowa Zelandia                | 13                       |                          | 7,500    | Złoto    |
| Polska                       | 7                        | 1                        | 100 000+ | Diament  |
| Rosja                        |                          |                          | 10,000   | Złoto    |
| Szwajcaria                   | 26                       | 1                        |          |          |
| Szwecja                      | 9                        |                          |          |          |
| Węgry                        | 4                        |                          | 7,500    | Złoto    |
| Wielka Brytania              | 3                        | 5                        | 355,000  | Platyna  |
| Włochy                       |                          | 1                        |          |          |

## Daty wydania
| Region          | Data             |
| --------------- | ---------------- |
| Niemcy          | 22 sierpnia 2008 |
| Holandia        | 22 sierpnia 2008 |
| Szwajcaria      | 22 sierpnia 2008 |
| Belgia          | 25 sierpnia 2008 |
| Nowa Zelandia   | 25 sierpnia 2008 |
| Wielka Brytania | 25 sierpnia 2008 |
| Filipiny        | 28 sierpnia 2008 |
| Hongkong        | 28 sierpnia 2008 |

| Region    | Data                 |
| --------- | -------------------- |
| Austria   | 29 sierpnia 2008     |
| Australia | 29 sierpnia 2008     |
| Węgry     | 29 sierpnia 2008     |
| Japonia   | 24 września 2008     |
| Finlandia | 1 października 2008  |
| Włochy    | 3 października 2008  |
| Szwecja   | 15 października 2008 |
| Brazylia  | 17 października 2008 |
| Polska    | 20 października 2008 |
| Turcja    | 24 listopada 2008    |
| Francja   | 12 grudnia 2008      |